# Loutkář (výtvarník)

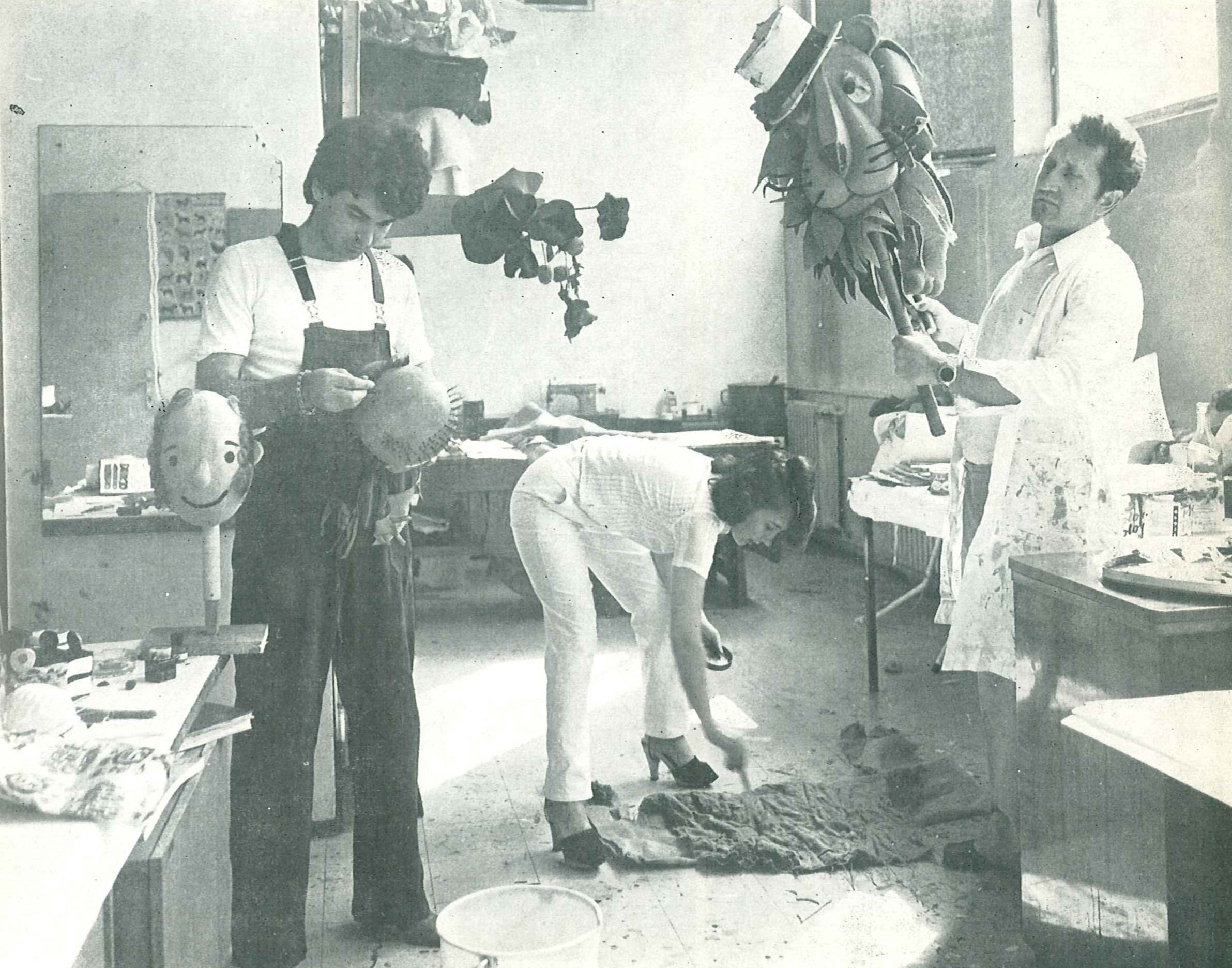
Loutkaři pracující na výrobě svých loutek.

Loutkář výtvarník, případně loutkář technolog, je člověk, který navrhuje nebo tvoří loutky pro loutkové divadlo nebo animovaný film.

## Popis
V klasickém a v amatérském divadle jsou loutkáři obvykle návrháři, výrobci i loutkoherci v jedné osobě, u dřevěných marionet často s pomocí řezbáře. V profesionálním loutkovém divadle a v animovaném filmu výtvarník loutky navrhuje, kdežto výroba je svěřena technologům a uměleckým řemeslníkům. Dřevěné loutky (marionety) vyrábějí řezbáři, kteří ovšem musejí pohyblivou loutku také zkonstruovat, loutku pak oblékají švadleny a vyšívačky. Naproti tomu maňásky na ruku jsou z velké části šité, jen hlavička nebo ruce mohou být dřevěné, hliněné a podobně.

## Významní čeští loutkáři-výtvarníci
- Jindřich Adámek (1874–1955), řezbář v Dobrušce
- Vojtěch Sucharda (1864–1968), sochař a řezbář
- Mikoláš Sychrovský (1802–1881), řezbář v Miroticích
- Miroslav Trejtnar (* 1962), výtvarník a řezbář
- Jan Vavřík-Rýz (1900–1970), řezbář a výtvarník prof. Skupy
- František Vítek (* 1929), řezbář, výtvarník a loutkoherec[1][2]